# Università del Texas a Dallas
L'Università del Texas a Dallas (University of Texas at Dallas, abbreviata anche come UTD o UT Dallas) è un'università pubblica statunitense, situata a Richardson, a pochi chilometri da Dallas, facente parte della University of Texas.
L'istituto è stato fondato nel 1969.
UT Dallas partecipa con 13 squadre sportive come membro della NCAA.
L'università non dev'essere confusa con la University of Dallas, università privata cattolica che è situata ad Irving.

## Storia

### Fondazione
I fondatori della UT Dallas, Eugene McDermott, Cecil Howard Green e J. Erik Jonsson, acquistarono il Geophysical Service Incorporated (GSI), un'azienda del settore petrolifero, il 6 dicembre 1941, il giorno prima dell'attacco a Pearl Harbor. Con l'aumento dei contratti del settore difesa, la General Instrument Division della GSI crebbe fino al punto di essere riorganizzata come Texas Instruments, Inc. (TI) nel 1951 e facendo diventare GSI una sussidiaria interamente controllata. Il personale qualificato richiesto da TI non era subito disponibile nell'area di Dallas-Fort Worth perché le università della regione non fornivano abbastanza laureati con una formazione avanzata in ingegneria e scienze fisiche. TI fu costretta a reclutare talenti da altri stati durante la sua espansione e i fondatori osservarono nel 1959 che "Per crescere industrialmente, la regione deve crescere accademicamente, deve fornire l'atmosfera intellettuale, che le consentirà di competere nelle nuove industrie che dipendono da menti allenate e creative". Per compensare questa carenza, nel 1961 istituirono il Graduate Research Center of the Southwest. Inizialmente l'istituto era ospitato nella Fondren Science Library della Southern Methodist University. Il terreno per il centro fu acquistato da Jonsson, McDermott e Green a Richardson nel 1962 e la prima struttura, il Laboratory of Earth and Planetary Science ("Laboratorio di Scienze della Terra e dei Pianeti", in seguito nominato Founders Building), fu aperta ove oggi è il campus della UTD nel 1964. Il Graduate Research Center of the Southwest fu poi ribattezzato Southwest Center for Advanced Studies (SCAS, "Centro per gli studi avanzati del Sud-Ovest") nel 1967 e nel 1969 i fondatori trasferirono i terreni e il patrimonio di SCAS allo Stato del Texas. Il 13 giugno 1969 il Governatore Preston Smith firmò la legge che aggiungeva l'istituzione al Sistema dell'Università del Texas e creando l'Università del Texas a Dallas. Nel 1969 la scuola accolse i suoi primi studenti. Fisica, biologia e scienze geologiche furono i primi corsi di dottorato offerti. Francis S. Johnson divenne presidente ad interim e William B. Hanson fu nominato direttore della Divisione di Scienze dell'Atmosfera e dello Spazio ora noto come William B. Hanson Center for Space Sciences.

### Crescita
Nel luglio del 1971, Bryce Jordan divenne il primo presidente dell'università e prestò servizio fino al 1981. A quel tempo il campus era costituito da una sola struttura, il Founders Building. Durante il mandato di 10 anni di Jordan, l'università ricevette 111 ettari di terreno dalla Fondazione Hoblitzelle. Ciò permise al campus di espandersi con l'aggiunta di una serie di nuove strutture tra cui la Hoblitzelle Hall, la Cecil H. Green Hall, la J. Erik Jonsson Hall, la Lloyd V. Berkner Hall, la biblioteca Eugene McDermott Library, una libreria universitaria e il Visual Arts Building. La Southern Association of Colleges and Schools ha concesso l'accreditamento a UT Dallas nel 1972 e nel 1973 i primi diplomi UT Dallas furono assegnati. Prima del 1975 erano iscritti solo studenti laureati. Juniors e senior furono ammessi per la prima volta nel 1975 e le iscrizioni aumentarono da 700 nell'autunno del 1974 a 3333 nel 1975 e dall'autunno del 1977 a più di 5300 studenti. Il primo titolo di bachelor dell'università fu conferito nel 1976. Il Callier Center for Communication Disorders entrò a far parte dell'Università del Texas a Dallas nel 1975 come parte della School of Human Development (ora School of Behavioral and Brain Sciences). Sempre nel 1975, la School of Management aprì ed è diventata la più grande tra le scuole dell'università e offre programmi a livello undergraduate, graduate e executive. Il primo premio Nobel dell'UT Dallas, Polykarp Kusch, fu membro della facoltà di fisica dal 1972 al 1982. Robert H. Rutford, un esploratore antartico da cui prese il nome la Rutford Ice Stream e Mount Rutford in Antartide, divenne il secondo presidente di UT Dallas nel maggio 1982. Rutford lavorò al vertice dell'università fino al 1994. Durante il suo mandato come presidente, l'università ottenne l'approvazione per una Scuola di ingegneria e fu costruito il primo alloggio nel campus. La Scuola di ingegneria della UT Dallas è stata inaugurata nel 1986 grazie agli sforzi dei leader aziendali, della comunità e dell'istruzione; la Scuola di ingegneria e informatica Erik Jonsson è ora la seconda scuola più grande dell'università. Nel suo 20º anniversario, nel 1989, le iscrizioni all'UT Dallas superarono le 8000. Il filantropo di Dallas Peter O'Donnell aveva spinto per l'espansione dell'università in un'istituzione con corsi quadriennali. L'Arts and Technology Building di UT Dallas è stato intitolato nel 2013 alla moglie di O'Donnell, Edith Jones O'Donnell; è stato progettato da VAI Architects and STUDIOS Architecture. L'Edith O'Donnell Arts and Technology Building è costato 60 milioni di dollari (il 20% dei materiali da costruzione era proveniente da riciclo). Il nuovo edificio presenta una camera anecoica, studi d'arte in 3D, uno studio di registrazione, un laboratorio di motion capture e altre aule per l'arte e la tecnologia. L'Edith O'Donnell Arts and Technology Building è stato anche selezionato dal Nasher Sculpture Center come parte di una mostra di dieci location chiamata Nasher XChange. Franklyn Jenifer è diventato il terzo presidente di UT Dallas nel 1994 e ha prestato servizio fino al 2005. Sotto Jenifer, le iscrizioni all'UT Dallas sono passate da meno di 8500 a quasi 14000.

### Storia recente

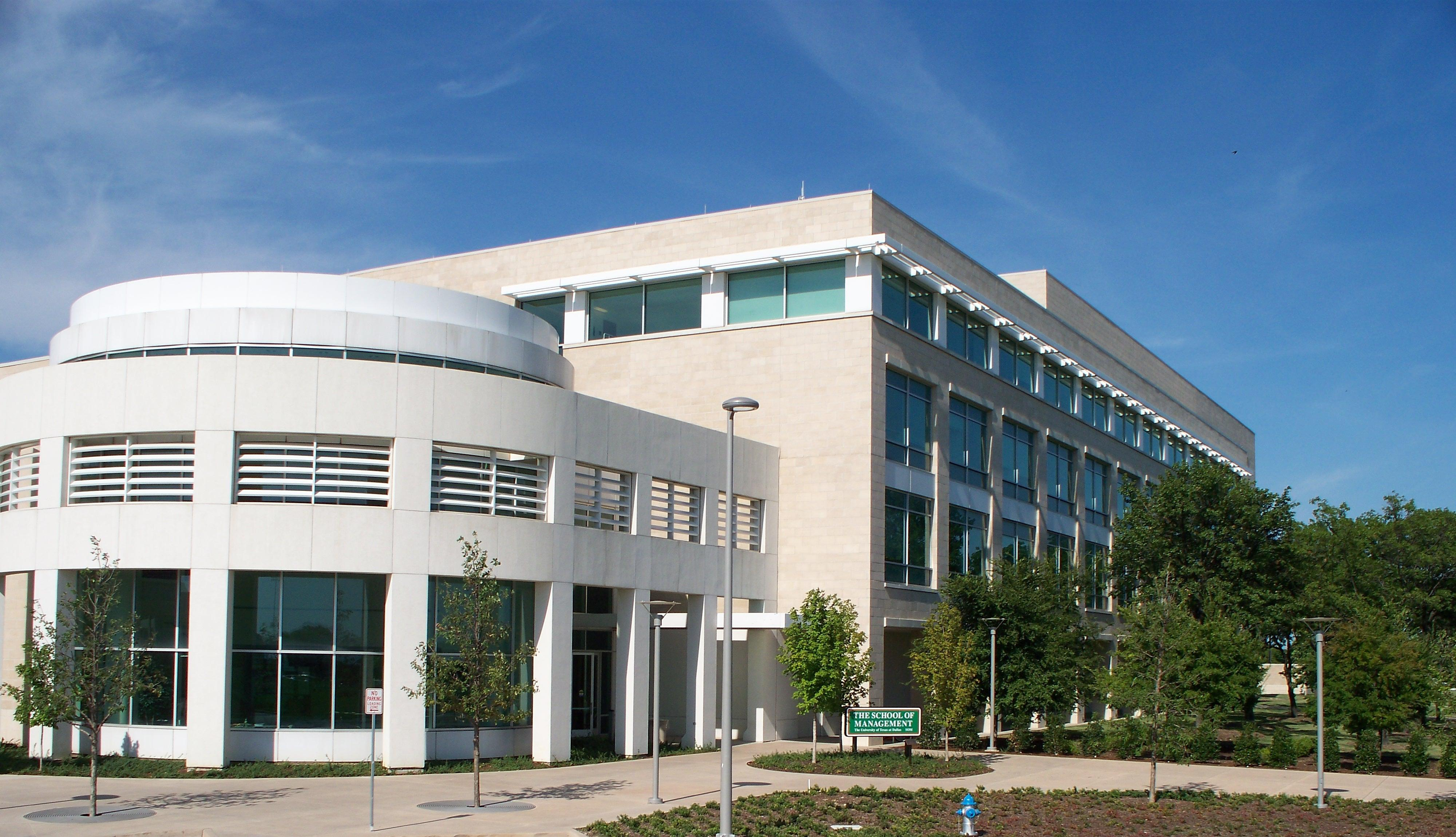
Naveen Jindal School of Management

Nell'autunno del 2001 Ray Baughman e Anvar Zakhidov lasciarono la Honeywell International per fondare l'UT Dallas NanoTech Institute. Con una donazione nel 2001 di Jim Von Ehr di 3,5 milioni di dollari l'istituto è cresciuto ed è ora l'Alan G. MacDiarmid Istituto NanoTech, prendendo il nome dal secondo premio Nobel di UTD, appunto Alan G. MacDiarmid. L'aggiunta di nuove strutture è proseguita con l'Engineering and Computer Science South Building, una struttura a tre piani da 14100 metri quadrati connessa all'edificio di ingegneria dell'università nell'agosto del 2002 e nell'autunno del 2003 è stato aperto un edificio di 19.000 metri quadrati per la School of Management con 29 aule, due laboratori informatici e un auditorium da 350 posti. Nel giugno 2005, David E. Daniel è diventato il quarto presidente dell'Università del Texas a Dallas dopo un'esperienza presso la UT Austin ed essere stato decano di ingegneria presso l'Università dell'Illinois dal 2001 al 2005. Ha continuato l'espansione del campus con il Laboratorio di ricerca di scienze naturali e ingegneria, un centro di ricerca di 17800 metri quadrati di quattro piani, completato nel dicembre 2006, il Center for BrainHealth, vicino al University of Texas Southwestern Medical Center, dedicato nel gennaio 2007 e quasi 56000 metri quadrati di nuove strutture aggiunte dal 2007 al 2010. Nel 2009 UT Dallas ha segnato i suoi 40 anni come università pubblica in Texas e 20 anni di nuove matricole nell'università.